# Tejas (élément)
Pour les articles homonymes, voir Tejas.
Tejas (devanāgarī : तेजस्) est un terme sanskrit qui signifie « feu », l'un des cinq grands éléments (mahābhūta) dans la philosophie du Sāṃkhya. Le tejas est une des qualités des dieux du panthéon hindou; il peut alors se traduire par : énergie.

## Notion et origine
Dans l'Inde classique, la notion de tejas est indissociable du feu. Jean Philipp Vogel la définit comme « une puissance magique... qui se présente sous la forme sensible d'un feu, d'une chaleur brûlante et d'un éclat lumineux. »
Le terme est un dérivé en as- de tej- « effiler », « aiguiser ». Pour Jean Haudry, c'est à partir de la fonction sociale, l'image du chef comme « pointe », et de la signification psychique, l'intelligence comme « accuité » mentale et l'ardeur guerrière comme « mordant » que la notion de tejas tire sa signification : le lien au feu serait secondaire.

## Sāṃkhya

### Table de correspondance
Cette table met en correspondance quinze principes (tattva) qui participent de la cosmologie et de la constitution de l'homme selon la philosophie du Sāṃkhya. Les jñānendriya sont en correspondance avec les tanmātra, mais non directement avec les mahābhūta. Ces derniers sont produits par les tanmātra.
| Organe de connaissance (jñānendriya) | Objet de perception (tanmātra) | Élément grossier (mahābhūta) |
| ------------------------------------ | ------------------------------ | ---------------------------- |
| śrotra (oreille)                     | śabda (son)                    | ākāśa (espace ou éther)      |
| tvak (peau)                          | sparśa (toucher ou contact)    | vāyu (air)                   |
| cakṣus (œil)                         | rūpa (forme)                   | tejas (feu)                  |
| jihvā (langue)                       | rasa (goût ou saveur)          | ap (eau)                     |
| ghrāṇa (nez)                         | gandha (odeur)                 | pṛthivī (terre)              |

## Tejas dans le Vaiśeṣika
Dans le Vaiśeṣika, Tejas et l'une des neuf substances élémentaires. Les huit autres sont : la Terre (pṛthivī), les Eaux (āpas), le Vent (vāyu), l'Éther (ākāśa), le Temps (kāla), l'Espace (diś), l'Âme (ātman) et l'Esprit (manas).